# Spurs de Denver
Les Spurs de Denver sont une franchise professionnelle de hockey sur glace qui a évolué dans la Western Hockey League, la Ligue centrale de hockey et l'Association mondiale de hockey.

## Historique
La franchise fait ses débuts en 1968 dans la Western Hockey League. En 1974, quand la ligue est dissoute, les Spurs sont intégrés à la Ligue centrale de hockey. L'année suivante, elle rejoint l'Association mondiale de hockey mais le club fait immédiatement face à des problèmes. Né lorsque la Ligue nationale de hockey annule ses plans d'étendre la ligue à Denver et Seattle, les spéculations concernant le possible déménagement des Scouts de Kansas City ou des Golden Seals de la Californie vers le Colorado, additionnées aux problèmes financiers qui sont le lot de la plupart des clubs de l'AMH, les Spurs déménagent vers le nord en plein milieu de la saison, le 2 janvier 1976, pour se rendre à Ottawa, où ils deviennent les Civics d'Ottawa.
À cause de la nature expéditive du déménagement, les Civics ne peuvent adopter un nouvel uniforme, ni un nouveau logo ; ils continuent de porter l'uniforme des Spurs mais ils ne survivent que deux semaines avant de disparaître. Leurs joueurs deviennent tous agents libres et un repêchage de dispersion est tenu afin que les autres équipes se partagent les joueurs des Civics. 